# Gesteente

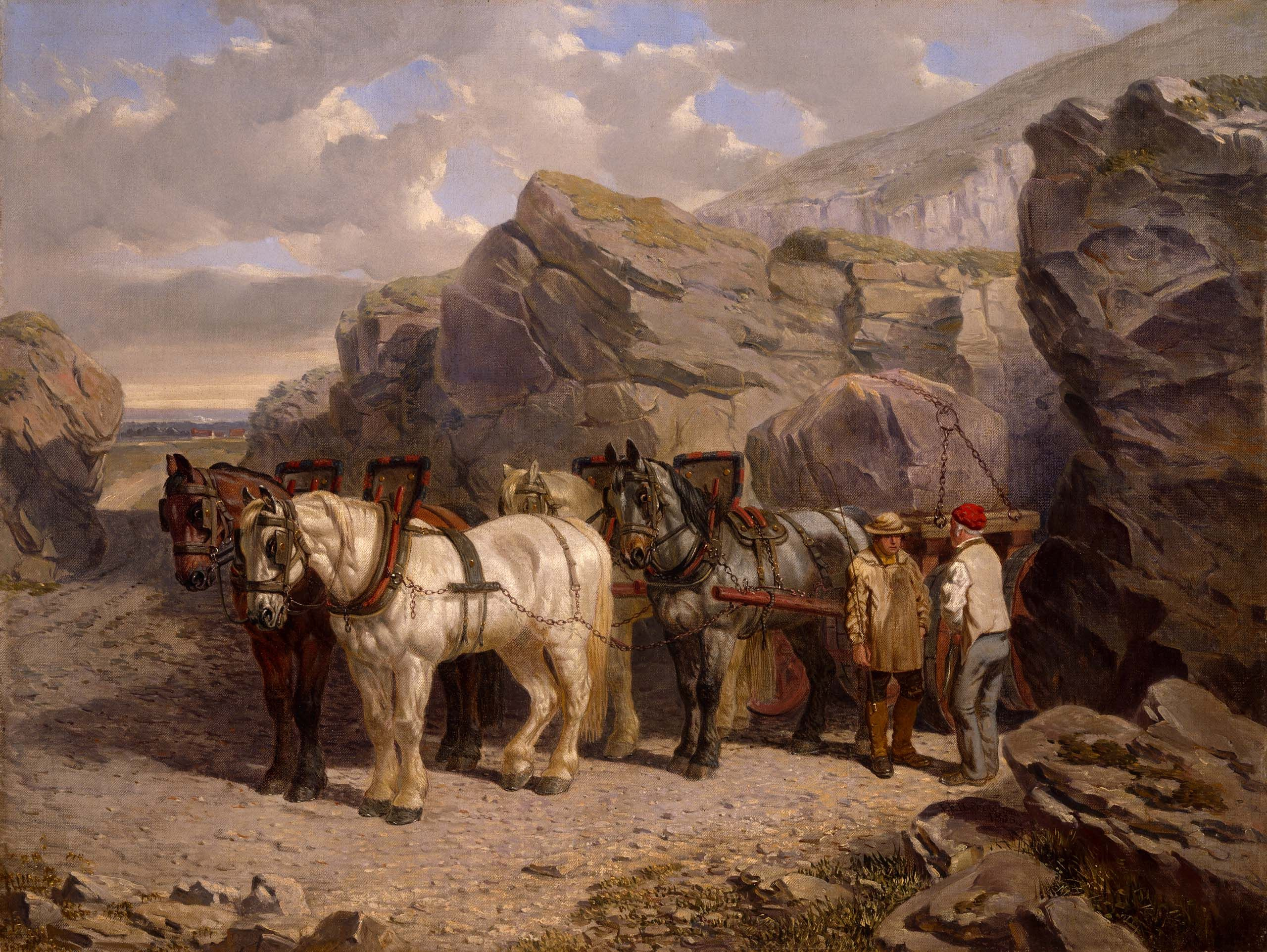
Winning van gesteente op het schilderij the Quarry (Engels voor de steengroeve) van John Frederick Herring senior uit 1858.

Gesteente of steen is het vaste, consistente materiaal dat in de ondergrond onder de bodem ligt. Een gesteente is opgebouwd uit fragmenten, die klasten worden genoemd, of uit mineralen. De aardkorst is opgebouwd uit talloze soorten gesteenten. Ze bepalen in belangrijke mate de eigenschappen van het aardoppervlak: het reliëf en landschap, de draagkracht van de ondergrond, de bodemvorming en de waterhuishouding. 
De vorming en samenstelling van gesteente worden onderzocht in de petrologie, een vakgebied binnen de geologie. Gesteente kan in drie hoofdgroepen worden verdeeld, naar de manier waarop het wordt gevormd. Stollingsgesteente ontstaat door het stollen van gesmolten gesteente (magma); sedimentair gesteente door het bezinken of neerslaan van sediment, en metamorf gesteente door het groeien van nieuwe mineralen in ander gesteente. Door verwering en erosie kan gesteente afgebroken worden, het materiaal dat wordt afgevoerd kan op een andere plek terechtkomen en daar een nieuw gesteente vormen.
Uit gesteenten worden mineralen, ertsen of elementen van economisch belang (als grondstof) gewonnen. Gesteente zelf kan ook waardevol zijn, bijvoorbeeld toegepast als natuursteen, zoals graniet en marmer. 

## Samenstelling en uiterlijk

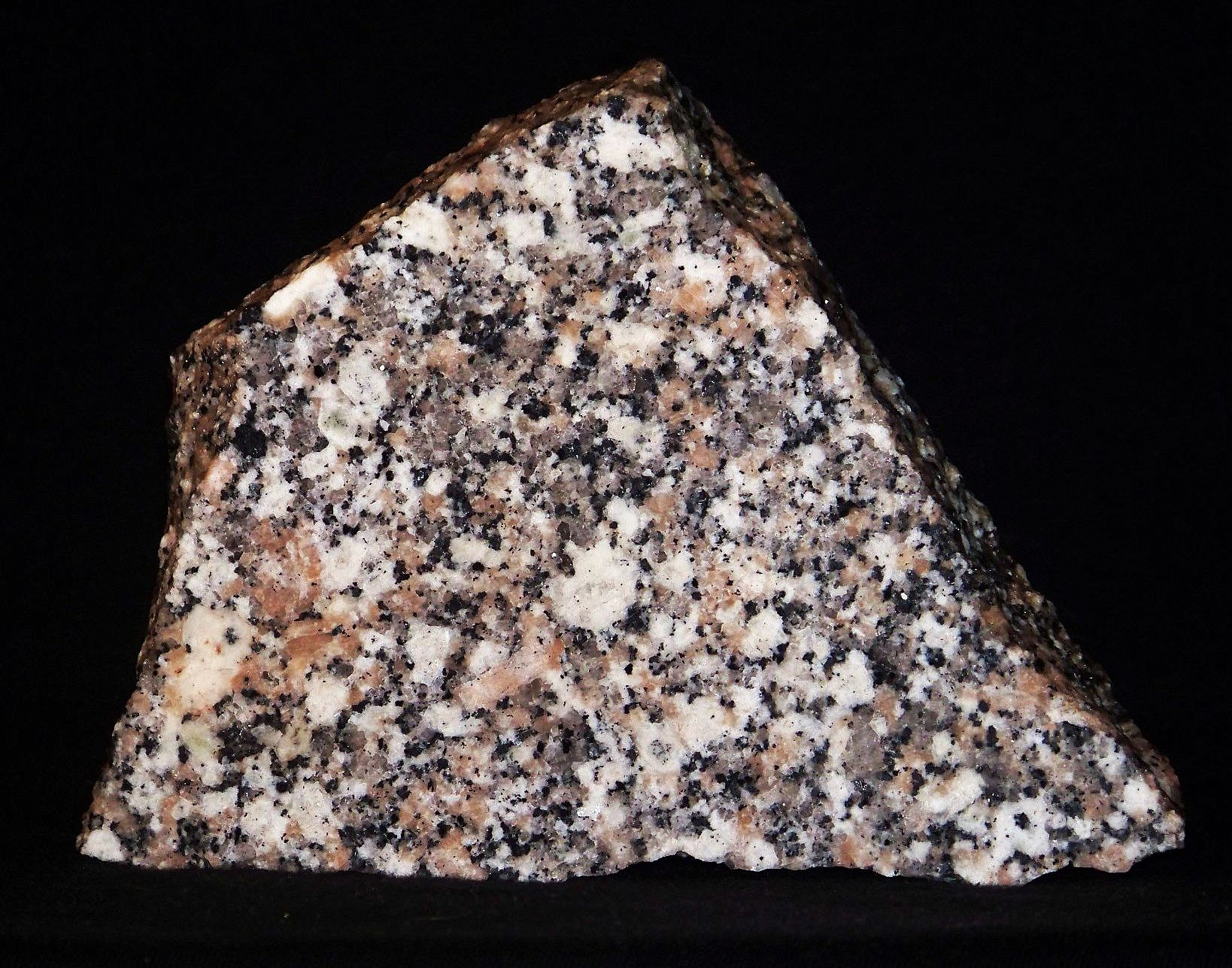
Een stuk graniet uit het Poolse Reuzengebergte bij Szklarska Poręba. Graniet is een dieptegesteente en bestaat voornamelijk uit de gesteentevormende mineralen kwarts (transparant en grijs), twee veldspaten (roze en wit), de amfibool hornblende (zwart) en een kleine hoeveelheid mica's.

### Mineralen en kristallen
Een gesteente, of de onderlinge klasten van een gesteente, kan bestaan uit één of meerdere mineralen, en/of mineraloïden. De verschillende, samenstellende mineralen en mineraloïden bepalen de eigenschappen van het gesteente, bijvoorbeeld de kleur, de hardheid, of het gemak waarmee het gesteente verweert. Mineraloïden zijn anorganische, natuurlijke materialen, die geen geordende scheikundige roosterstructuur hebben, bijvoorbeeld opaal of chalcedoon. Mineralen zijn alle vaste, anorganische, natuurlijke materialen die een geordende scheikundige structuur of "kristalrooster" hebben. De meest voorkomende mineralen worden de gesteentevormende mineralen genoemd. Voorbeelden  zijn kwarts, calciet, veldspaat, amfibolen, mica's, pyroxenen en olivijn. De meeste gesteenten bestaan voor meer dan 90% uit hooguit drie of vier van deze mineralen. Daarnaast zijn meestal kleine hoeveelheden van andere mineralen aanwezig in gesteente.
Elk mineraal heeft zijn eigen unieke chemische samenstelling en interne structuur. De structuur is de manier waarop de atomen binnen het kristalrooster gerangschikt liggen. De atomaire rangschikking binnen het rooster bepaalt de vorm en splijting van de kristallen die het mineraal vormt. In sommige kristalroosters liggen de atomen dichter bij elkaar dan in andere, deze mineralen zijn dichter. Mineralen met dezelfde chemische samenstelling, maar met een verschillend geordend kristalrooster, zijn polymorfen van elkaar. Zo is diamant een polymorf van grafiet, beide mineralen bestaan uit pure koolstof, maar diamant heeft een dichtere kristalstructuur. Onder hoge druk kan grafiet overgaan in diamant, een zogeheten fase-overgang.

### Chemische samenstelling
Welke mineralen in een gesteente aanwezig zijn, hangt in de eerste plaats af van de chemische samenstelling van het gesteente. Een gesteente dat genoeg silica (SiO2, het oxide van het element silicium) bevat, kan kwarts of een ander mineraal dat uit puur silica bestaat bevatten. De gesteentevormende mineralen in de aardkorst bestaan bijna uitsluitend uit negen chemische elementen, te weten silicium, natrium, kalium, aluminium, zuurstof, waterstof, ijzer, magnesium en calcium. Samen vormen deze elementen 98% van de totale massa van de continentale aardkorst.
De meeste gesteenten bestaan vooral uit silicaten, mineralen die silica bevatten. Bijna alle stollingsgesteenten, en de meeste sedimentaire en metamorfe gesteenten vallen hieronder. Een belangrijke uitzondering is carbonaatgesteente, dat uit carbonaten (CO32−) bestaat . Voorbeelden van carbonaatgesteente zijn kalksteen, marmer en dolosteen. Er bestaan meer uitzonderingen, zo zijn haliet (steenzout) en gips ook geen silicaten.

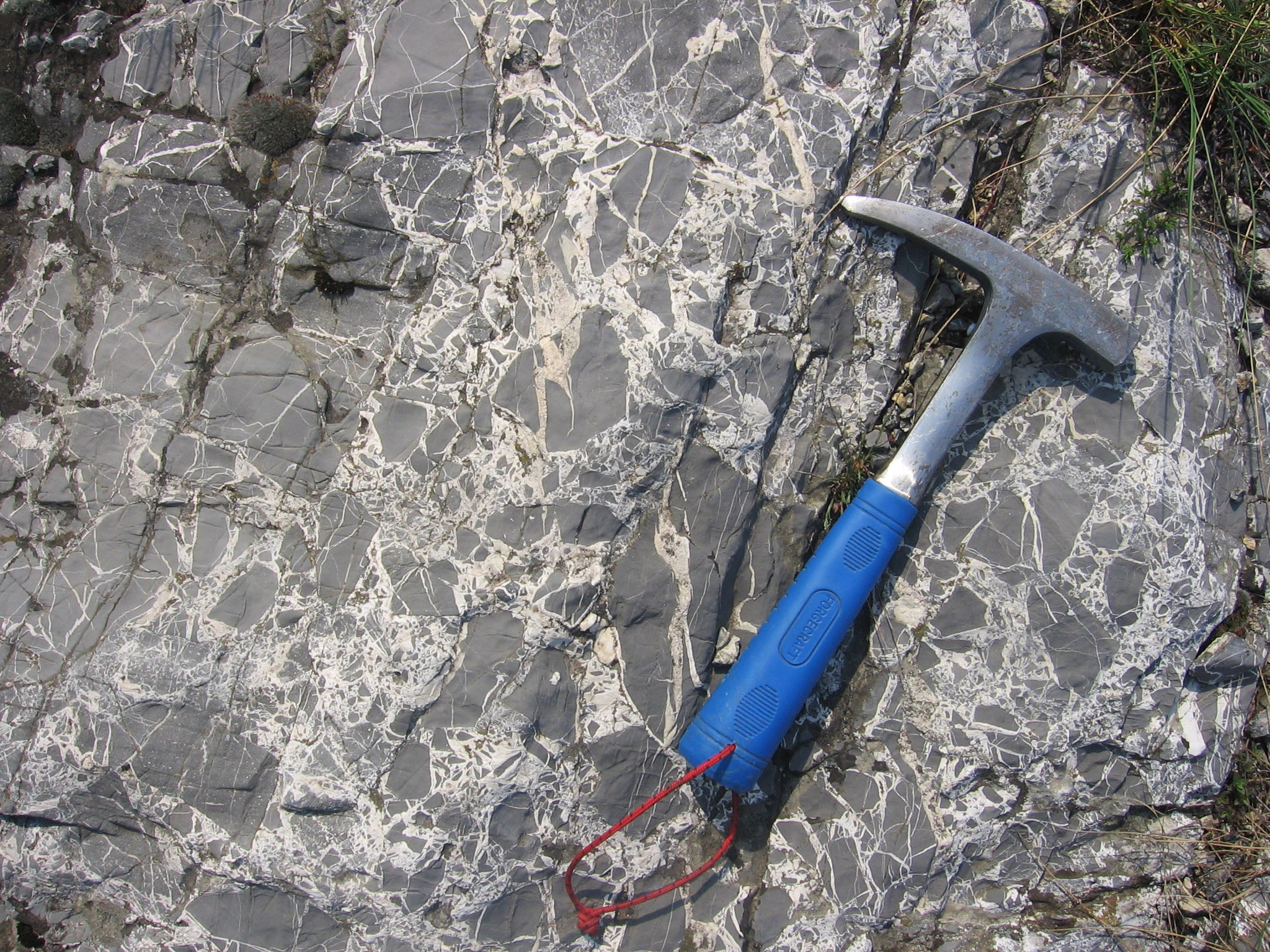
Deze breccie is een voorbeeld van een klastisch gesteente, waarbij duidelijk de klasten (donker) van de matrix te onderscheiden zijn. Omdat de klasten allemaal uit dezelfde kalksteen bestaan, is het onderscheid scherp. Locatie: helling van de Devínska Kobyla in de Slowaakse Kleine Karpaten. Ouderdom: Vroeg-Jura.

Twee gesteenten met dezelfde chemische samenstelling hoeven niet dezelfde mineralen te bevatten. Of een bepaald mineraal in een gesteente gevormd kon worden hangt af van de temperatuur en druk die in het gesteente geheerst hebben en de samenstelling van eventuele vloeistoffen die door het gesteente stroomden.

### Textuur
Sommige gesteenten bestaan uitsluitend uit mineralen, waarvan de kristallen tegen elkaar aan gegroeid zijn, het zijn kristallijne stoffen. Andere soorten gesteenten bestaan uit "fragmenten" van mineralen, of uit dode organismes. Zulke fragmenten worden klasten genoemd, en de gesteenten klastische gesteenten. Voorbeelden zijn zand (en zandsteen), klei, conglomeraat of breccie. Sommige klastische gesteenten bestaan uit zeer uiteenlopende klasten: stukken van verschillende soorten gesteenten of mineralen, fragmenten van schelpen, plantenresten of fossielen. In andere klastische gesteenten hebben (vrijwel) alle klasten dezelfde samenstelling.
Bij het beschrijven van gesteenten is de specifieke textuur van een gesteente van groot belang. Dit betreft de uiterlijke eigenschappen op kleine schaal, de voor een bepaald gesteente kenmerkende microstructuur, die overal in het gesteente aanwezig is. Bij een kristallijn gesteente betreft het bijvoorbeeld de grootte en vorm van de kristallen, bij klastische gesteenten de grootte en vorm van de klasten. Ook belangrijk is hoeveel volume door klasten ingenomen wordt, en hoeveel door de matrix (het materiaal dat tussen de klasten in zit).
Sommige gesteenten hebben mineralen of klasten die overwegend in een bepaalde richting liggen. Of, en hoe sterk dit het geval is, wordt het "maaksel" (Engels fabric) van het gesteente genoemd. Het maaksel is onderdeel van de textuur van een gesteente.

## Afbraak van gesteente

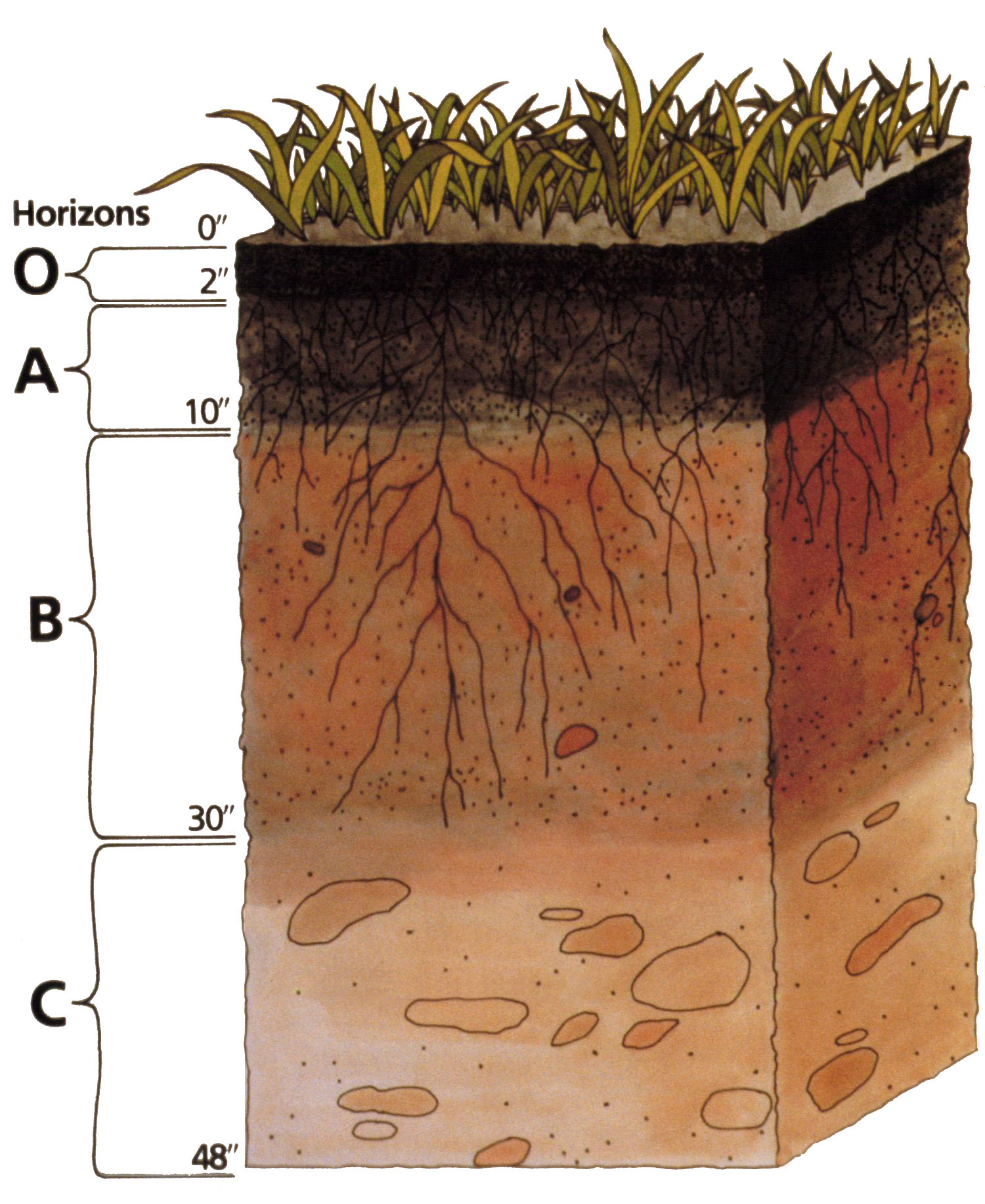
Een bodemprofiel waarop bodemhorizonten zijn aangegeven. De O-horizont bestaat uit organisch materiaal, dat in de A-horizont humus geworden is. Door uitspoeling vanuit de bovenliggende O-horizont is er in de B-horizont weinig meer over van het moedergesteente; in de C-horizont is het moedergesteente nog wel zichtbaar aanwezig, zij het verweerd. Onder de C-horizont bevindt zich dan het kale moedergesteente (R).

### Verwering
De natuurlijke afbraak van gesteente wordt verwering genoemd. Verwering vindt plaats door chemische, fysische en biologische processen. Onder fysische verwering valt bijvoorbeeld het verbrokkelen van gesteente als gevolg van bevriezen van water (vorstverwering). Het verandert de chemische samenstelling van het gesteente niet maar laat het gesteente in kleinere stukken uit elkaar vallen. Chemische verwering vindt plaats als gesteente in contact komt met atmosfeer of grondwater zodat scheikundige reacties plaatsvinden en de chemische samenstelling van het gesteente verandert. Bepaalde bestanddelen van het gesteente kunnen daarbij oplossen en afgevoerd worden. Biologische verwering is alle verwering als gevolg van de activiteit van organismen. Biologische verwering kan zowel fysisch (bijvoorbeeld door de groei van plantenwortels) als chemisch (bijvoorbeeld door bacteriën) van aard zijn. 

### Bodemvorming
Het verbrokkelde materiaal dat ontstaat door verwering wordt regoliet genoemd, onverweerd gesteente heet moedergesteente (Engels: bedrock). Moedergesteente kan, vooral in gebieden met een hoger reliëf, ook aan het aardoppervlak komen te liggen. Als er echter sprake is van regoliet boven het moedergesteente kan zich daarin een bodem vormen. Een bodem bevat bodemvocht, organisch materiaal, bodemfauna, lucht, en mineralen (de term 'mineraal' heeft in het jargon van de bodemkunde een andere betekenis dan in de geologie) die zich in de regoliet bevinden. Bodems zijn zeer belangrijk voor het leven op Aarde: zonder bodemvorming zouden geen planten kunnen groeien.
Organisch materiaal komt op het aardoppervlak terecht, waar een proces van biologische afbraak begint. Het materiaal dat daarbij ontstaat, humus, is rijk aan voor plantengroei onmisbare voedingsstoffen, die door naar beneden stromend water de bodem in worden gespoeld. Een bodem heeft boven meestal een uitspoelingslaag, waar de bestanddelen uit worden weggespoeld, en een inspoelingslaag daaronder. Nog verder naar beneden neemt de verrijking en biologische activiteit af en bevindt zich het moedergesteente, waar de verwering niet doorgedrongen is. Met name in gebieden waar het moedergesteente uit ongeconsolideerd materiaal bestaat is die grens moeilijk vast te leggen.
Bodemvorming gaat het snelst in natte en warme klimaten, waarin de biologische activiteit hoger is. In zulke klimaten kunnen bodems tot op grotere diepte reiken. Behalve het klimaat zijn ook de helling, het soort moedergesteente en de aard en hoeveelheid van het organische materiaal dat in de bodem terechtkomt van belang. Al deze factoren beïnvloeden de snelheid van bodemvorming en het gevormde type bodem.

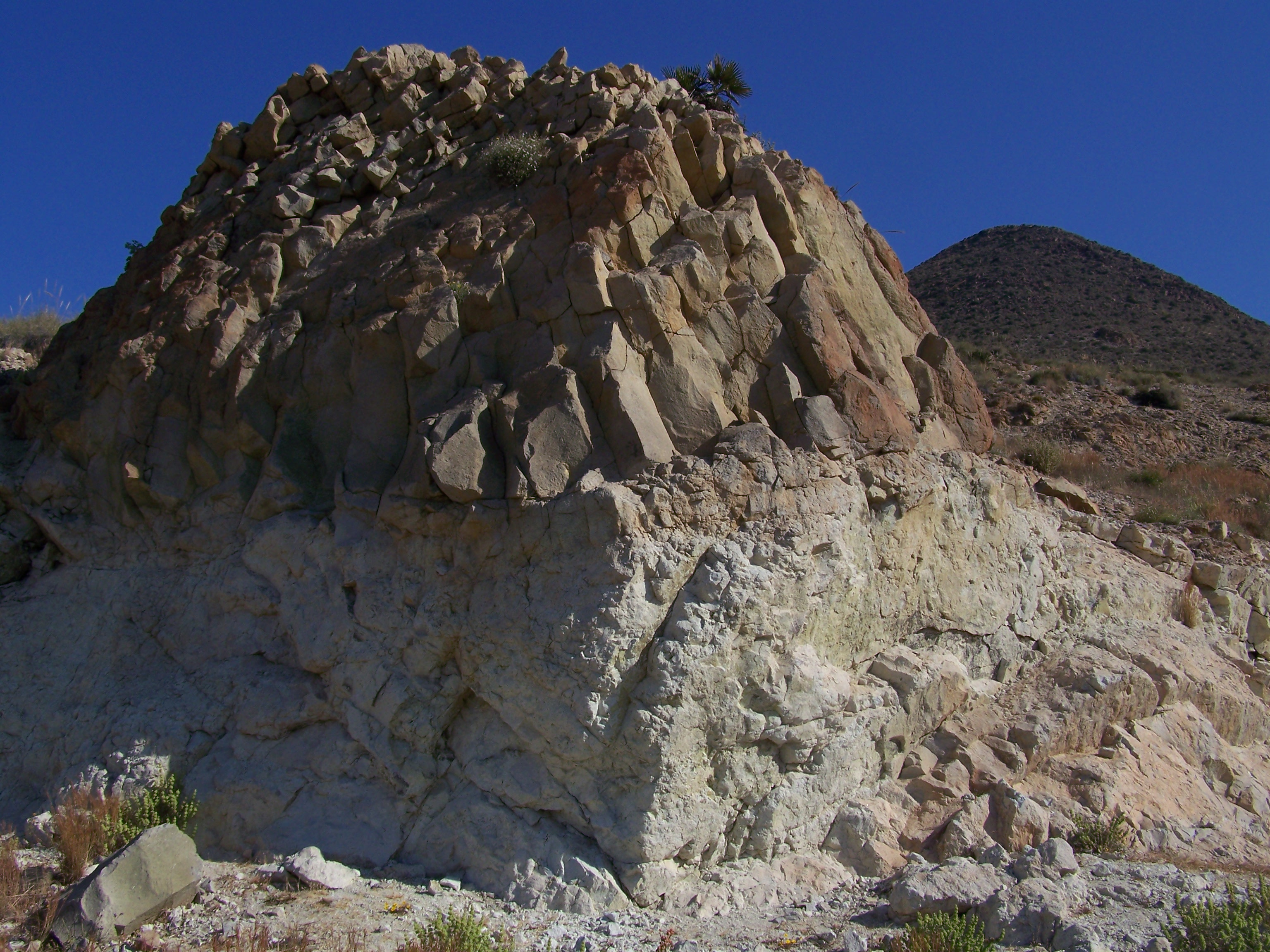
Verschillende stijlen van erosie en verwering in twee typen vulkanisch gesteente. De onderste eenheid is een vulkanische breccie die in blokken verweert, de bovenste eenheid is een lavastroom die in zuilen uitverweert. Locatie: Cabo de Gata, zuidoosten van Spanje.

### Erosie en landvorm
Het door verwering gevormde losse materiaal kan ook na verloop van tijd afgevoerd worden door water, ijs of wind of als gevolg van de zwaartekracht. Dit 'natuurlijke transport' wordt erosie genoemd. Het transportmiddel en het type moedergesteente bepalen de mate en vorm van de erosie. De mate waarin bijvoorbeeld een rivier gesteente erodeert hangt af van de stroomsnelheid. Een snel stromende rivier zal vooral in de diepte eroderen en een diep V-dal in het landschap slijten. Een traag stromende rivier zal eerder zijwaarts eroderen waardoor een meanderend rivierverloop over een brede dalbodem kan ontstaan.
Erosie is voornamelijk beperkt tot het land. In de zeeën en oceanen vindt nauwelijks erosie plaats, met uitzondering van kusten en submariene canyons.
Verwering en erosie werken in op de zwakke plekken in een gesteente. Een gesteente dat duidelijke gelaagdheid heeft zal langs die gelaagdheid eroderen. Een voorkeursvlak waarlangs het gesteente opbreekt wordt splijting genoemd. Stollingsgesteenten hebben geen gelaagdheid, maar bij het afkoelen kunnen diaklazen in het gesteente zijn ontstaan.
De mate waarin een gesteente resistent is tegen erosie wordt de competentie genoemd. Competente lagen kunnen ruggen in het landschap vormen, ronde intrusielichamen van graniet vormen concentrische bergmassieven.

## Stolling en vulkanisme

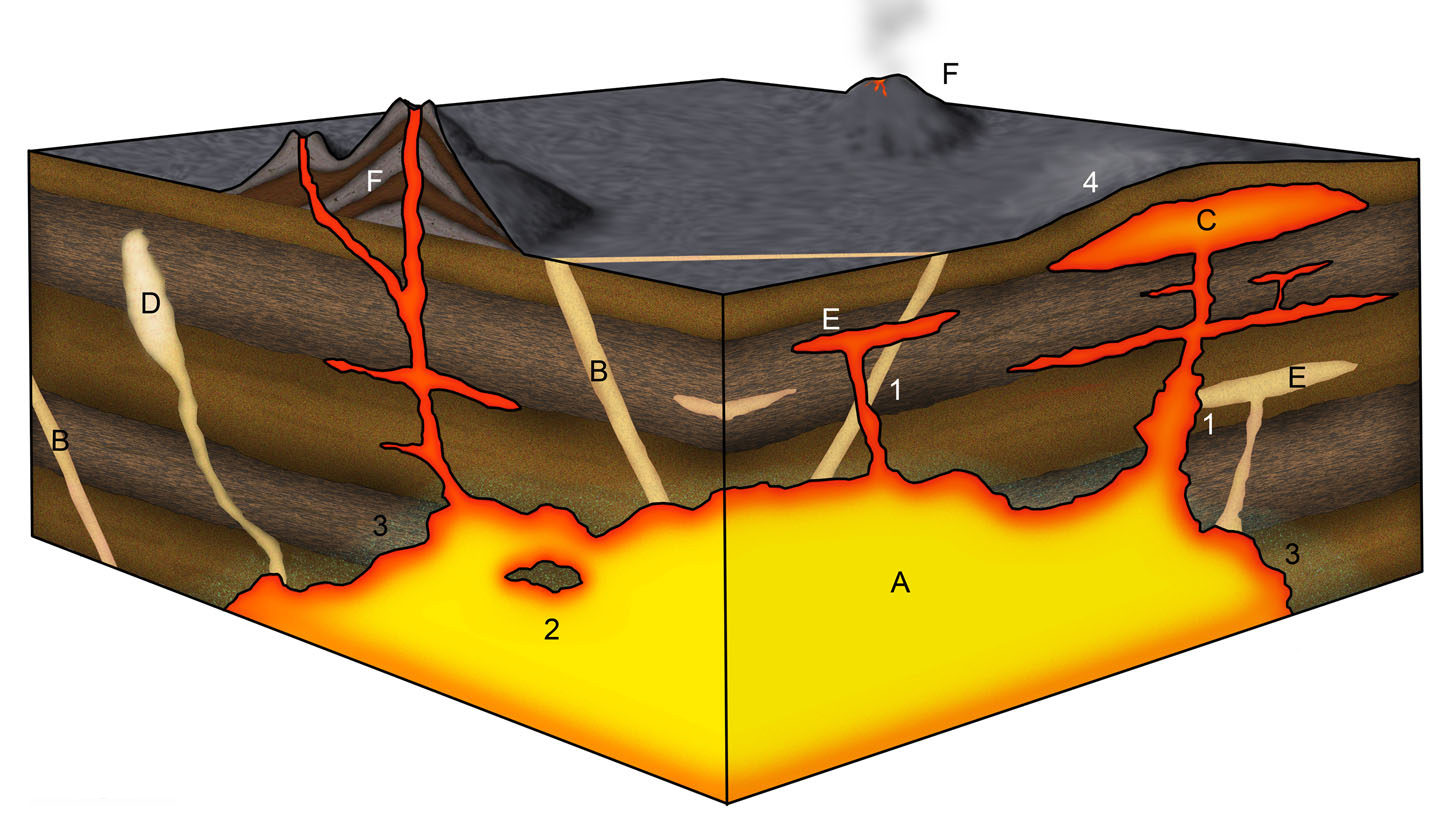
Schematische weergave van intrusies in een gebied waar vulkanisme plaatsvindt. A = batholiet (nog niet gestold: een magmakamer); B = dike; C = laccoliet; D = pegmatiet; E = sill; F = stratovulkaan. Processen in de afbeelding:1 = jongere intrusie snijdt door een oudere heen; 2 = xenoliet of roof pendant in een magmakamer; 3 = contactmetamorfose; 4 = aardoppervlak wordt opgeheven als gevolg van het ontstaan van een laccoliet.

Op grote diepte in de Aarde kan gesteente smelten. Gesmolten gesteente wordt magma genoemd. Als magma stolt, kristalliseren mineralen uit en vormt zich een kristallijn gesteente. Gesteente dat op die manier werd gevormd heet stollingsgesteente (Engels: igneous rock). Uit welke mineralen stollingsgesteente bestaat hangt af van de samenstelling van het magma waaruit het werd gevormd. Ook belangrijk is of de afkoeling en kristallisatie snel gingen of langzaam. Bij snelle afkoeling zullen kristallen nauwelijks tijd hebben gehad te groeien. Het gesteente zal dan uit veel kleine kristallen bestaan, dit wordt een afanitische textuur genoemd. Bij langzame afkoeling zullen de kristallen groter kunnen worden. Een dergelijk gesteente heeft grote kristallen. Men noemt dit een faneritische textuur.

### Dieptegesteente en magmatisme
Verreweg het grootste gedeelte van de aardkorst bestaat uit dieptegesteente, gesteente dat gevormd werd door het stollen van magma. Magma ontstaat door partieel smelten van gesteente in de onderste delen van de aardkorst, of direct daaronder in de mantel. Vaak is magma lichter dan de gesteenten op die diepte, waardoor het omhoog beweegt. Het intrudeert daarbij in het bovenliggende gesteente. Zodra het dichtheidsverschil niet groot genoeg meer is komt het omhoogkomende magma tot stilstand en verzamelt zich in magmakamers.
In een magmakamer treedt magmadifferentiatie op: het magma verandert van chemische samenstelling. Er zijn een aantal manieren waarop dit kan gebeuren. Een magmalichaam kan bijvoorbeeld na verloop van tijd mengen met andere magma's met een andere samenstelling of gedeeltes van het omringende gesteente kunnen door de hitte van de intrusie smelten en de magma "vervuilen". Door het langzaam afkoelen van magma vindt daarnaast een proces plaats dat kristalfractionatie genoemd wordt. Omdat magma een mengsel is van verschillende chemische componenten heeft het niet één kristallisatietemperatuur, maar een kristallisatietraject. Mineralen met een hoog smeltpunt zullen het eerst kristalliseren, mineralen die een lager smeltpunt pas later, als het magma verder afgekoeld is. De mineralen met hoge smeltpunten zijn mineralen die arm zijn aan silica (deze worden mafisch genoemd) en rijk aan de elementen ijzer en magnesium. In een magmakamer zullen deze relatief zware mineralen het eerst kristalliseren en naar de bodem van de kamer zinken. Het magma verandert hierdoor van samenstelling: het wordt lichter en silicarijker (felsisch).
Magma kan vanuit een magmakamer verder naar boven dringen, dit gebeurt in verticale magmalichamen die dykes genoemd worden, of horizontale die sills of laccolieten worden genoemd. Omdat magma tijdens het kristalliseren steeds lichter wordt, zal dit verder opstijgen makkelijker worden als de magmakamer al gedeeltelijk is afgekoeld. Er ontstaan door verdergaande kristalfractionatie steeds silicarijkere magma's.

Een vulkaanuitbarsting: 1) eruptiezuil; 2) tefra (vooral as) regent neer uit de zuil; 3) lavastroom; 4) vulkanische bom; 5) pyroclastische stroom; 6) lagen tefra en/of lava; 7) ondergrond; 8) vulkaanpijp; 9) magmakamer; 10) dyke.

### Vulkanisch gesteente en vulkanisme
Als magma zo ver door de korst omhoog dringt, dat het aan het oppervlak komt, vindt vulkanisme plaats. Soms betekent dit dat magma uit een vulkaan over het oppervlak stroomt, het wordt dan lava genoemd. Als lava stolt gebeurt dit snel en vormt het een stollingsgesteente met zeer kleine kristallen, een uitvloeiingsgesteente. Voorbeelden zijn Basalt, ryoliet of daciet. Als lava zeer snel stolt hebben de atomen niet genoeg tijd om een kristalrooster aan te nemen, er ontstaat dan vulkanisch glas.
Bij veel vulkanen is het meeste gesteente dat gevormd wordt echter niet gevormd door het stollen van lava. Dit komt doordat vulkaanuitbarstingen vaak explosief van aard zijn. Explosief vulkanisme wordt op twee manieren veroorzaakt. Als het magma omhoog komt, zullen gassen en vloeistoffen door het wegvallen van de druk ontmengen. Door het vrijkomen van deze gassen zet het magma uit en als dit snel genoeg gaat kan dit explosies tot gevolg hebben. Een andere manier is dat het magma bij het omhoogkomen in contact komt met grondwater of oppervlaktewater. Door de hoge temperatuur van het magma verdampt het water onmiddellijk en als genoeg water aanwezig is gaat dit met grote explosies gepaard.
Bij explosief vulkanisme kunnen grote hoeveelheden materiaal de lucht in geblazen worden. Deze deeltjes worden tefra genoemd en vormen een grote eruptiezuil boven de vulkaan. Ook kunnen snel bewegende gloedwolken of pyroclastische stromen van tefra van de vulkaan af zijwaarts stromen. Wanneer de vulkaan tot rust komt regent de tefra op het aardoppervlak neer en vormt een laag pyroclastisch gesteente. De grote hoeveelheid ongeconsolideerd materiaal die daarbij wordt afgezet kan gemakkelijk eroderen, waardoor modderstromen (lahars) en andere massabewegingen ontstaan.
De meeste vulkanen vormen een afwisseling van pyroclastische gesteenten, uitvloeiingsgesteente en afzettingen door modderstromen.

## Sedimentatie en sedimentaire gesteenten

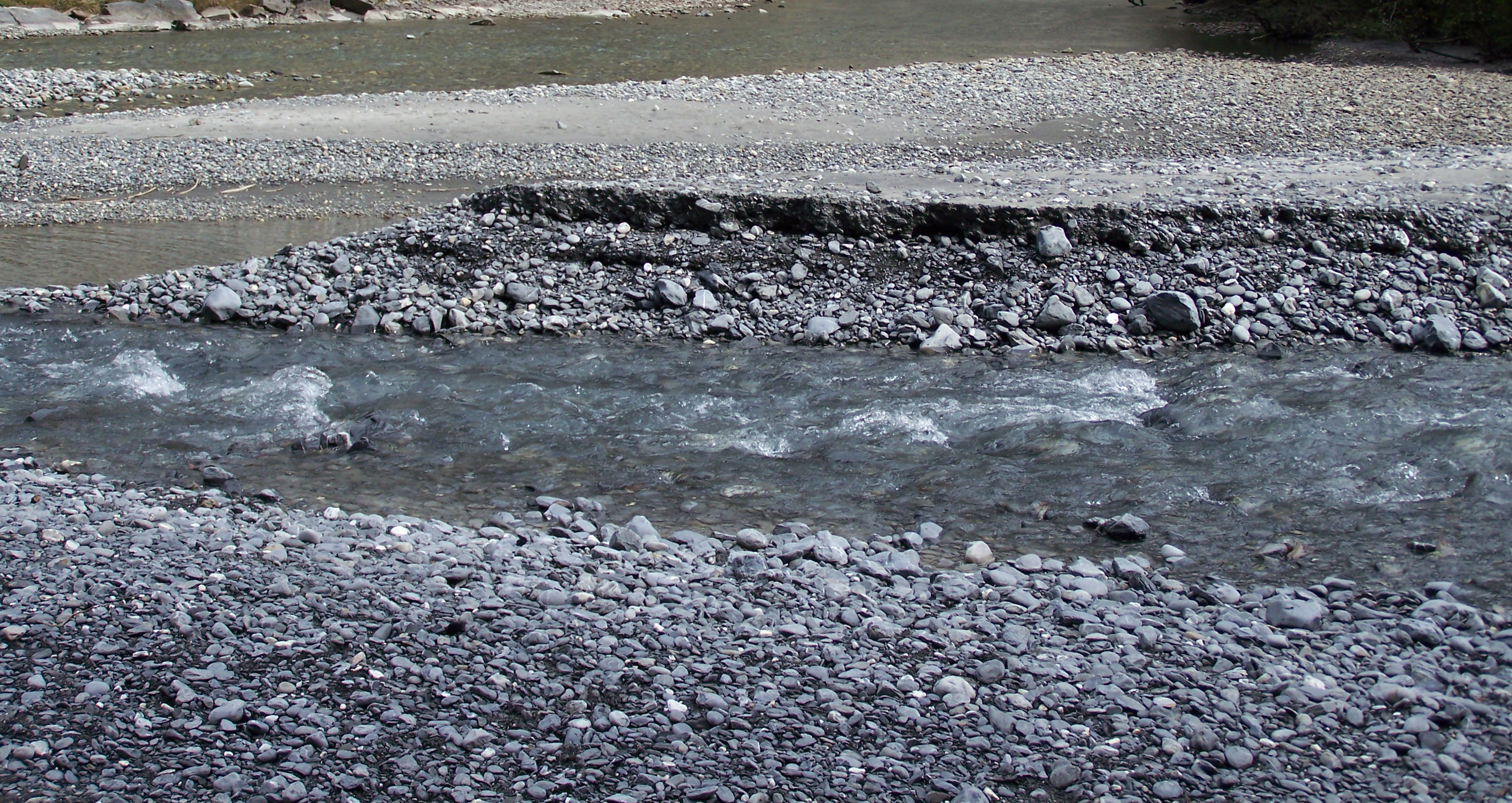
Een rivier zet horizontale lagen grind af en erodeert deze op sommige plekken later weer. De aangesneden lagen demonstreren het principe van oorspronkelijke horizontaliteit.

Het materiaal dat door erosie wordt verwijderd wordt sediment of detritus genoemd. Het zal getransporteerd worden door water, wind, ijs, de zwaartekracht of een combinatie van al deze mogelijkheden, om elders weer te worden afgezet. Wanneer sediment tot rust komt en accumuleert wordt het een sedimentair gesteente of afzettingsgesteente genoemd.

### Transport en sedimentatie
Al naargelang het transportmiddel wordt gesproken van marien sediment (aangevoerd door de zee); fluviatiel sediment (door rivieren); eolisch sediment (door de wind) of glaciaal sediment (door ijs). Welk sedimentair gesteente ontstaat en hoe snel dit gebeurt hangt of van het soort sediment dat aangevoerd wordt maar ook van de manier waarop het werd afgezet. Sedimentaire gesteenten die in zee vormen verschillen van gesteenten die in rivieren werden afgezet, maar ook in zee bestaan zeer veel verschillende afzettingsmilieus naast elkaar. In een rif ontstaan bijvoorbeeld andere afzettingen dan vlak bij de kust of op de oceaanbodem.
Sediment kan door water zowel getransporteerd worden in oplossing als in suspensie. Grotere sedimentkorrels (klasten) kunnen in een rivier over de bodem rollend verplaatst worden. Bij los materiaal dat getransporteerd wordt zullen door de onderlinge polijstende werking de brokstukken afgerond raken (abrasie). Andere manieren waarop sedimentair gesteente ontstaat is door het neerslaan van mineralen (bijvoorbeeld haliet of gips) in water of het ter plaatse accumuleren van dode organische resten (men noemt zoiets dan een sedentaat in plaats van sediment).

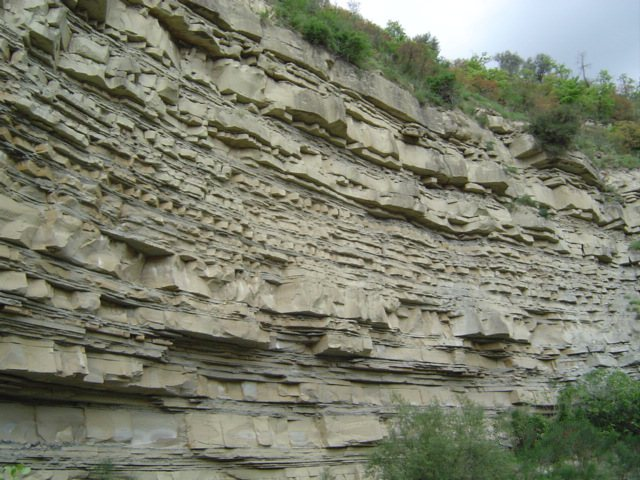
Sedimentair gesteente in een turbidietopeenvolging bij Gorgoglione, Zuid-Italië, waarin gelaagdheid duidelijk zichtbaar is.

### Sedimentair gesteente
Sedimentaire gesteenten en sedimenten beslaan het grootste deel van het aardoppervlak. Er zijn veel verschillende soorten. Vaak zijn sedimentaire gesteenten klastisch, ze bestaan dan uit klasten. Voorbeelden zijn zand en grind, waarbij de klasten duidelijk zichtbaar zijn; of klei en silt (waarbij de klasten te klein zijn om zonder hulpmiddel te onderscheiden). Wanneer de klasten uit silicaten (met name kwarts en veldspaat) bestaan, spreekt men van een siliciclastisch gesteente. Omdat zulke klasten afkomstig zijn van erosie op het land, vormen siliciclastische gesteenten alleen op of in de nabijheid van het land. Hoe groter de klasten, hoe sterker het transportmiddel geweest moet zijn. Grind en zand worden alleen afgezet in snel stromend water of massabewegingen, terwijl voor klei of kalkslib juist zeer rustig water nodig is.
Een ander soort sedimentaire gesteente is carbonaatgesteente, waarvan kalksteen het bekendste voorbeeld is. Kalksteen kan zowel klastisch zijn (de klasten bestaan dan uit carbonaatgesteente) als kristallijn. In het laatste geval kan het zijn gevormd door het neerslaan van carbonaten (meestal calciet) of door de accumulatie van kalkhoudende skeletjes van dode organismes.
Het principe van oorspronkelijke horizontaliteit houdt in dat alle sedimentaire gesteenten gevormd zijn in horizontale of bijna horizontale lagen. Sedimentaire gesteenten worden daarom gekenmerkt door planaire structuren die gelaagdheid of laminaties genoemd worden. Hoe sterk gelaagdheid ontwikkeld is verschilt echter sterk.
Sedimentair gesteente is het enige type gesteente waarin fossielen voorkomen.

### Diagenese
Na afloop van sedimentatie vinden in een gesteente processen plaats, die samen diagenese genoemd worden. Onder invloed van grondwater en toenemende druk en temperatuur verandert het sediment van samenstelling en/of raakt het gelithificeerd ("versteend"). Los sediment wordt omgevormd tot vast sedimentair gesteente.
De meeste sedimenten en sedimentaire gesteenten zijn poreus, ze hebben poriën waar grondwater doorheen kan stromen. Door het neerslaan van mineralen uit het grondwater raken de poriën langzaam gevuld. Bij klastisch gesteente zijn de poriën de ruimtes tussen de klasten, doordat deze ruimtes opgevuld worden raakt het gesteente geconsolideerd. Een laag zand wordt een zandsteen, een laag klei een schalie. Tijdens de diagenese zal het materiaal ook compacter worden. Klasten worden in elkaar gedrukt, organisch materiaal door ontgassingsreacties langzaam omgezet in bruinkool en ten slotte steenkool.

## Metamorfose en deformatie
Veel gesteenten zijn voor ze aan het oppervlak kwamen bloot te staan aan verwering en erosie al door andere natuurlijke krachten beïnvloed. Tektonische spanningen in de aardkorst, inwerking van vloeistoffen en hoge temperatuur en druk kunnen vele sporen in gesteente achterlaten. Door de beweging van tektonische platen (platentektoniek) ontstaan spanningen in de aardkorst, met name op plekken waar platen aan elkaar grenzen. Gesteente reageert daarop door te deformeren, wat betekent dat het van vorm veranderd of breekt.

### Metamorf gesteente

Schematisch voorbeeld van een metamorfe reactie. Afkortingen: act = actinoliet; chl = chloriet; ep = epidoot; gt = granaat; hbl = hornblende; plag = plagioklaas. Twee mineralen in het gesteente reageren niet mee, dit kunnen bijvoorbeeld kwarts en kaliveldspaat zijn. Na afloop van de reactie is het gesteente duidelijk van uiterlijk veranderd.

Gesteente dat aan de oppervlakte gevormd wordt kan door tektonische daling of begraving onder sedimenten op steeds grotere diepte komen te liggen. Onder de hoge temperatuur en druk op grotere diepte kan een proces dat metamorfose wordt genoemd optreden. Metamorfose houdt in dat de mineralen en textuur van het gesteente veranderen. Door rekristallisatie groeien nieuwe kristallen over de oude heen, zodat de oorspronkelijke textuur wordt vervangen. Mineralen die onder de hoge druk en temperatuur instabiel worden, zullen door scheikundige reacties in andere mineralen omzetten. Een gesteente dat op die manier een nieuwe textuur en mineralogie heeft gekregen wordt een metamorf gesteente genoemd. Hoewel metamorfose plaatsvindt op grote diepte kunnen metamorfe gesteenten aan de oppervlakte komen te liggen door tektonische opheffing.
Voorbeelden van metamorfe gesteenten zijn leisteen, dat uit klei of schalie vormt, of marmer dat uit kalksteen ontstaat. Welk metamorf gesteente gevormd wordt hangt af van de druk en temperatuur en van de kinetiek van de metamorfe reacties tussen de mineralen. Van een gesteente bestaande uit metamorfe mineralen die bij hogere temperatuur en/of druk stabiel zijn wordt gezegd dat het een hoge metamorfe graad heeft. Leisteen is een laaggradig metamorf gesteente. Fylliet heeft een iets hogere graad; schist en ten slotte gneis nog hoger. De twee belangrijkste soorten metamorfose zijn contactmetamorfose en regionale metamorfose. Contactmetamorfose houdt in dat gesteente in de buurt van een magmatische intrusie verhit werd. Zulke metamorfose is meestal beperkt tot een klein gebied rondom de intrusie. Regionale metamorfose vindt vooral plaats in gebieden waar tektonische platen op elkaar in bewegen en kan over een groot gebied verspreid zijn.
Bij metamorfose onder zeer hoge temperatuur (meer dan 675 °C) kan het gesteente gedeeltelijk beginnen te smelten. Een metamorf gesteente waarin kleine, later weer gestolde smeltlichamen zitten wordt een migmatiet genoemd.
Een belangrijke factor is of er water of andere vloeistoffen in het gesteente aanwezig zijn. Vloeistoffen beïnvloeden reacties in gesteente niet alleen direct maar kunnen ook stoffen aanvoeren die aan de reacties deelnemen. Het proces waarbij een gesteente van chemische en mineralogische samenstelling verandert door reacties waarbij vloeistoffen een rol spelen wordt metasomatisme genoemd (Engels: metasomatism of alteration). Voorbeelden van op deze manier gevormde gesteenten zijn skarn en greisen.

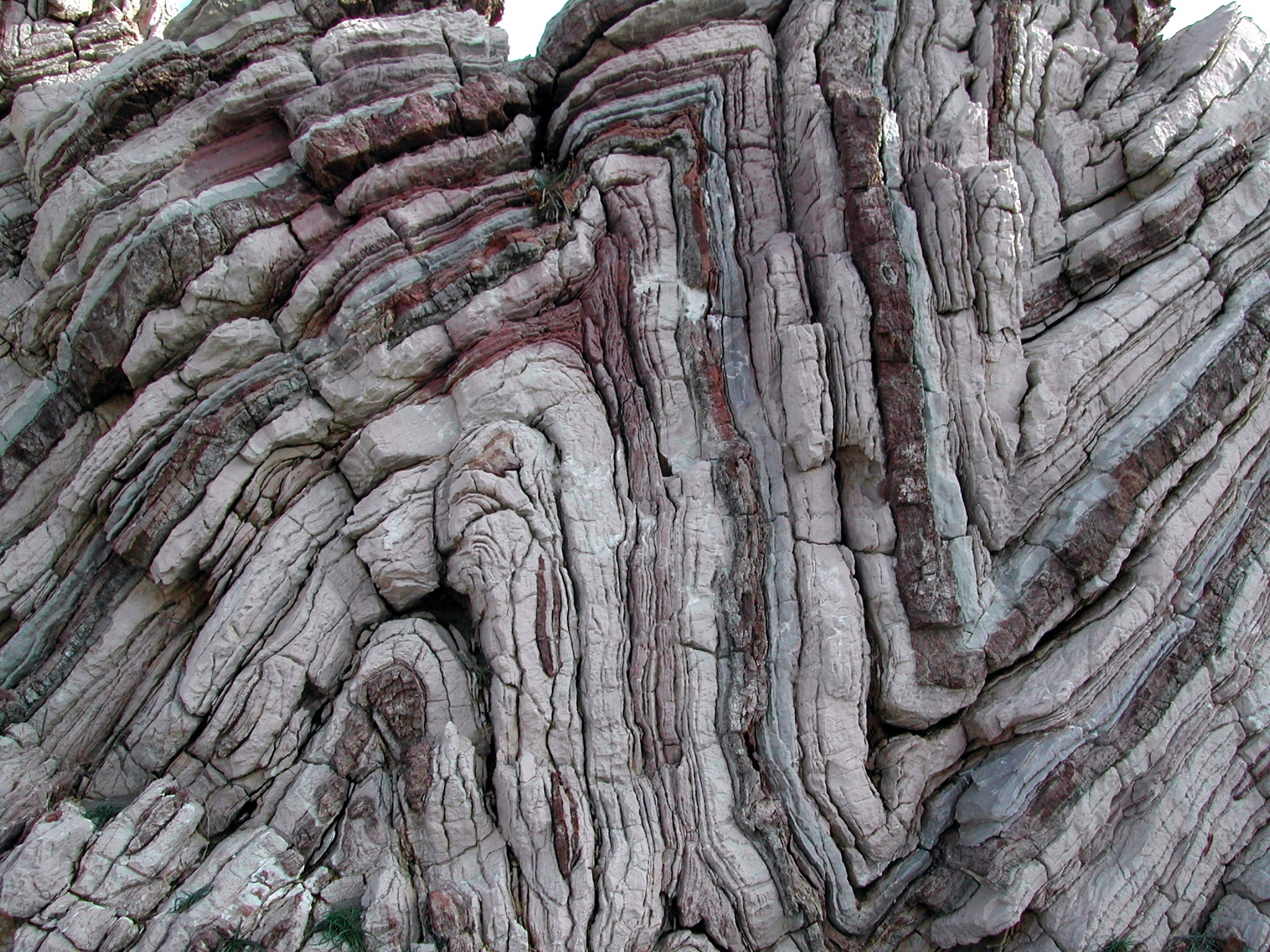
Kinkplooien in sedimentaire gelaagdheid. Pindosnappe bij Agios Pavlos, Kreta, Griekenland.

### Brosse deformatie
Wanneer gesteente onder groeiende mechanische spanning komt te staan zal het daarop reageren door te deformeren. De eenvoudigste manier is door brosse deformatie: het gesteente breekt. Dit gebeurt langs vlakken die breuken genoemd worden en waarlangs de twee zijden langs elkaar bewegen. Breuken worden onderverdeeld in opschuivingen (Engels: thrust fault), zijschuivingen (Engels: strike-slip fault) en afschuivingen (Engels: normal fault) afhankelijk van de richting van de beweging langs het breukvlak. Wanneer er rekspanning op een gesteente staat kunnen ook scheuren ontstaan, waarbij de twee zijden van elkaar af bewegen, dit worden diaklazen (Engels: joints) genoemd.
Hoewel de meeste breuken plaatselijke structuren zijn, komen ook breukzones voor van honderden kilometers lang, waarlangs stukken van de aardkorst vele kilometers zijn verzet. Zulke breukzones zijn vaak duidelijk in het landschap terug te zien. Grotere breuken bestaan vaak uit zones waar het gesteente verbrokkeld is (breukbreccie) of zelfs geheel verpulverd (breukklei).

### Ductiele deformatie
Een andere manier waarop gesteente kan reageren op spanning is door ductiele of plastische deformatie. Dit betekent dat het gesteente geheel of gedeeltelijk vervormt, op dezelfde manier als boetseerklei uitgesmeerd kan worden. Gesteenten die op deze manier vervormd zijn worden tektonische gesteenten genoemd. Gesteente deformeert aan het oppervlak niet op ductiele manier, daarvoor zijn hoge druk en temperatuur nodig. Dit is wel het geval in de onderste gedeelten van de aardkorst. Brosse breuken maken daar plaats voor schuifzones, waar de deformatie zich concentreert. Een sterk gedeformeerd gesteentetype uit schuifzones is myloniet.
Ductiele deformatie vindt echter niet alleen op grote dieptes plaats. Ook in de nabijheid van het aardoppervlak kunnen door langzame rekristallisatie gesteentelagen vervormen zodat plooien ontstaan. Plooien zijn altijd het gevolg van compressieve spanning. Wanneer er rekspanning op een ductiel deformerend gesteente staat kan een gesteentelaag uitgerekt worden zodat boudins of lenzen ontstaan.

Verschillende vormen van splijting en hoe ze ontstaan. Een sedimentair gesteente (A) heeft van zichzelf een dominante splijting in de gelaagdheid. Bij begraving en diagenese zal deze splijtingsrichting benadrukt worden (C). Bij zijwaarts gerichte compressiespanning zal een tweede splijtingsrichting ontwikkelen (B), die uiteindelijk dominant kan worden (D).

### Foliatie
Gedeformeerde gesteenten hebben vaak één of meerdere foliaties. Een foliatie is een planaire structuur, die zichtbaar kan zijn door een verschil in kleur, competentie of door een splijtingsrichting. Splijting kan ook het gevolg zijn van de textuur van het gesteente. Ook sedimentaire gelaagdheid kan als een foliatie worden beschouwd.
Mechanische spanning kan rekristallisatie beïnvloeden, omdat nieuwe kristallen gemakkelijker loodrecht op de hoofdspanningsrichting groeien. Wanneer het rekristalliseren onder een bepaalde spanning lang genoeg aanhoudt, zal het gehele gesteente gaan bestaan uit kristallen die in dezelfde richting liggen. Een dergelijke structuur noemt men een schistociteit en ze komt vooral bij schisten voor. Bepaalde mineralen lenen zich beter voor het ontwikkelen van een schistociteit dan andere. Mica's vormen bijvoorbeeld platte kristallen die van nature een bepaalde oriëntatie hebben, terwijl kwartskristallen in alle richtingen ongeveer gelijke grootte hebben en geen voorkeursoriëntatie kunnen aannemen. Of er een schistociteit in gesteente kan vormen hangt daarom ook af van welke mineralen groeien, wat weer een gevolg is van de chemische samenstelling van het gesteente.

## Menselijk gebruik

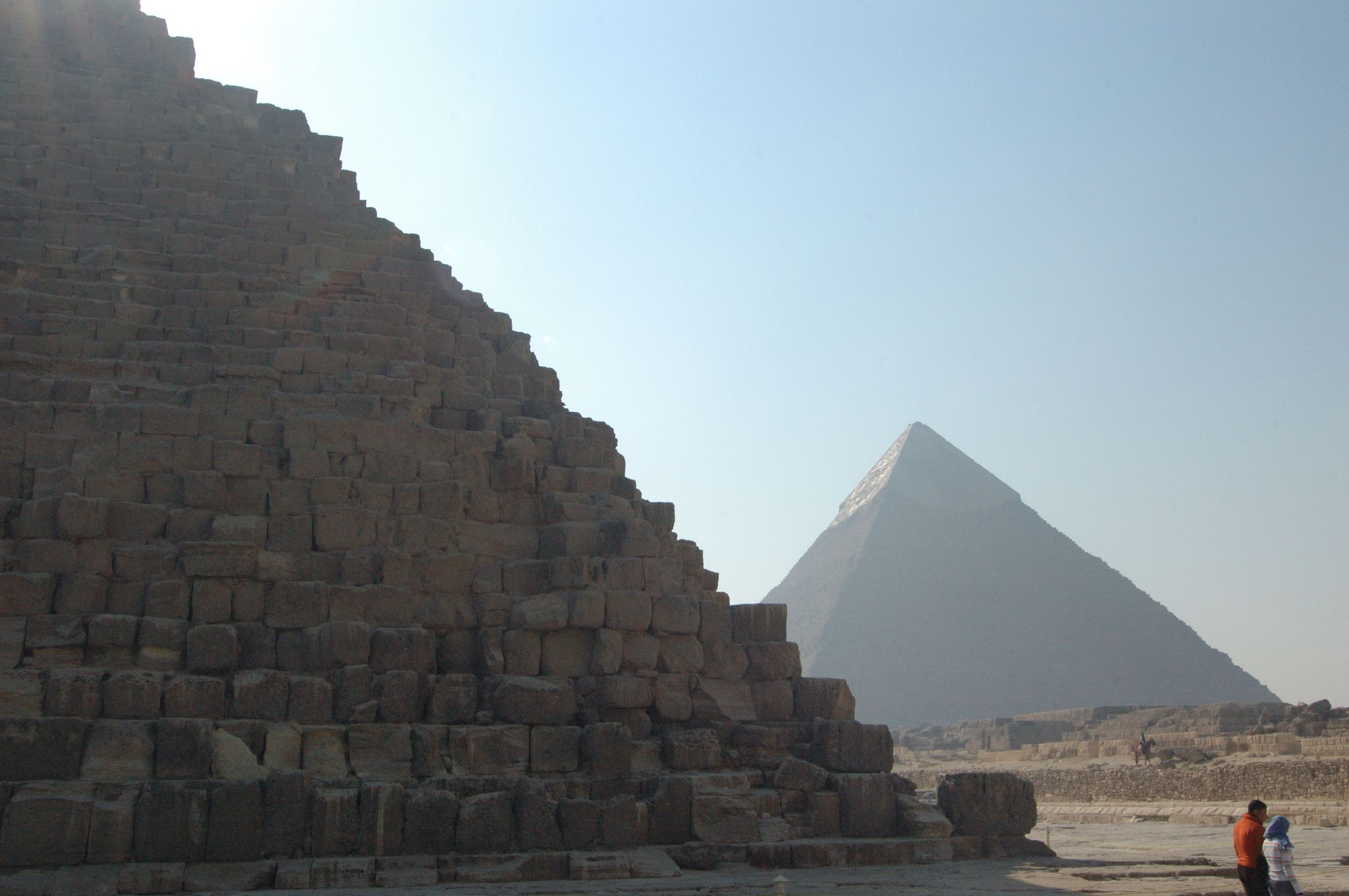
Menselijk gebruik van gesteente als bouwmateriaal in de piramiden van Gizeh.

Sinds de prehistorie is en/of wordt gesteente door de mens gebruikt als bouwmateriaal of materiaal voor wapens en gebruiksvoorwerpen. Door vondsten van stenen gebruiksvoorwerpen in Oost-Afrika weet men dat het menselijk gebruik van steen minstens 2,6 miljoen jaar teruggaat, tot de tijd van Homo habilis. De tijd waarin de mens nog geen metaal kon bewerken wordt door archeologen de steentijd genoemd. Eerst werden gesteenten gebruikt voor de vervaardiging van wapens en werktuigen, later ook voor sieraden. De overgang van jager-verzamelaars met een nomadisch bestaan naar agrarische gemeenschappen die in vaste nederzettingen leefden zorgde voor een behoefte van steen als bouwmateriaal (natuursteen). De meeste oude beschavingen hebben grote stenen monumenten achtergelaten. Door de geschiedenis heen hebben volkeren steden, wegen, aquaducten en monumenten van steen gebouwd. Door de groei van de wereldbevolking en de opkomst van nieuwe technieken, industrialisatie en verstedelijking is de vraag naar natuursteen alleen maar toegenomen. Ook tegenwoordig neemt die vraag nog toe, met name door de opkomst van groeiende economieën als China en India.

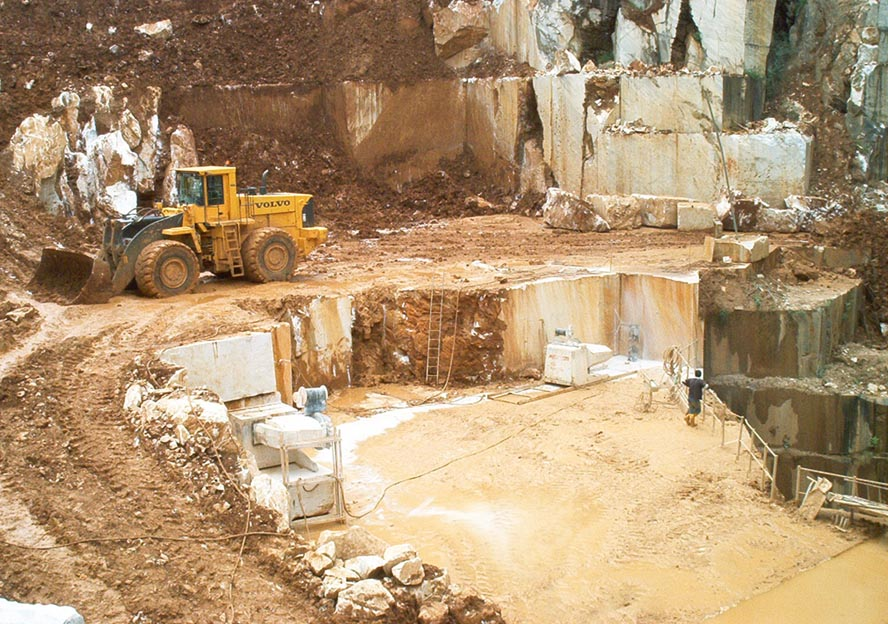
Winning van marmer bij Carrara, Italië.

### Winning
Gesteente wordt gewonnen door afgraving in zogenaamde groeves. Bij harde gesteenten moeten blokken worden uitgehakt, bij zacht, ongeconsolideerd gesteente kan het materiaal direct afgegraven worden.

### Bouwmateriaal
In de bouwindustrie wordt zowel gebruikgemaakt van natuursteen als door de mens geproduceerde materialen als baksteen of beton. Bepaalde gesteenten zijn geliefder als bouwsteen dan andere, bijvoorbeeld vanwege als aantrekkelijk ervaren kleurschakeringen of opvallende textuur. Voorbeelden zijn marmer, graniet of porfier. Deze gesteenten worden veel gebruikt in opvallende bouwelementen zoals vloeren, gevels, trappen, aanrechten, monumenten en grafstenen. Andere minder bont gekleurde gesteenten als Basalt worden vaker op minder in het oog springende gebruikt. De Nederlandse Afsluitdijk is bijvoorbeeld gemaakt van basaltblokken.
In gebieden waar een bepaalde soort gesteente gewonnen wordt zijn met name oudere huizen vaak uit dit type gesteente opgebouwd. Transport van bouwsteen is echter steeds goedkoper geworden zodat zulke regionale verschillen in nieuwe constructies minder opvallend zijn. Voorbeelden van bekende natuursteen zijn de Bentheimer zandsteen uit Bentheim, basalt uit de Eifel of marmer uit Carrara in Italië.

### Grondstoffen
Verschillende processen in de aardkorst kunnen ervoor zorgen dat bepaalde waardevolle grondstoffen zich op een bepaalde plek concentreren. Gesteente waarin een bepaalde grondstof in voldoende mate aanwezig is wordt erts genoemd. In erts kan de grondstof in pure vorm aanwezig zijn (zoals vaak het geval bij edelmetalen zoals goud, zilver of platina), of gebonden in zogenaamde ertsmineralen, meestal zijn dit oxiden of sulfiden.
De concentratie waarbij grondstoffen economisch winbaar worden hangt van de stof af. Het metaal koper wordt bijvoorbeeld winbaar als de concentratie 1% is, dat is 180 maal de gemiddelde concentratie in de aardkorst. Tin is al bij 0,5% economisch winbaar, maar dat is wel 2500 maal de concentratie waarin het gemiddeld in de natuur voorkomt.
Dergelijke hoge concentraties van grondstoffen kunnen ontstaan door verschillende geologische processen. Stollingsgesteente kan een erts zijn wanneer de magma verrijkt was in de betreffende grondstof, wat een gevolg kan zijn van magmadifferentiatie. Sedimentair gesteente kan economisch winbare hoeveelheden van grondstoffen bevatten wanneer het bronmateriaal waaruit de klasten bestaan zelf verrijkt was. Een derde mogelijkheid is dat de verrijking plaatsvond door metasomatisme: de stof lost op in hete hydrothermale vloeistoffen die door de aardkorst stromen en slaat op een andere plek neer.

### Sieraden
Juweliers en stenenliefhebbers verstaan onder stenen alleen edel- en sierstenen.